# آرمادیلوی بینی‌دراز جنوبی
آرمادیلوی بینی‌دراز جنوبی (نام علمی: Dasypus hybridus) نام یک گونه از سرده پشمینه‌پاها است.